# Nikita Demidow

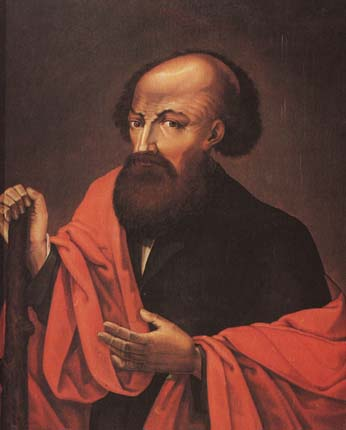
Nikita Demidow

Nikita Demidow (russisch Никита Демидов, ursprünglich Nikita Demidowitsch Antufjew, auch Antjufejew, Никита Демидович Антуфьев, Антюфеев; * 5. April 1656 in Tula; † 28. November 1725 in Tula) war ein russischer Industrieller und der Begründer der erfolgreichen Industriellen-Familie der Demidows.
Ursprünglich war der Sohn des Bauern und späteren Schmiedes Demid Klementjewitsch Antufjew ebenfalls Hammerschmied im zentralrussischen Tula. 1699 ließ die russische Regierung in Newjansk bei Jekaterinburg unter seiner Leitung die erste Eisengießerei im Ural errichten, die Antufjew  mit so viel Geschick verwaltete, dass ihn Kaiser Peter der Große unter dem Familiennamen Demidow adelte und ihm 1702 die ganze Eisengießerei schenkte. Während des Großen Nordischen Krieges gegen Schweden lieferte er den russischen Truppen Kanonen und Gewehre.
1722 begann Nikita Deminow mit dem Bau eines eisenbewehrten Turms in Newjansk, welcher sich jedoch aufgrund des ungeeigneten Baugrunds neigte. Er gab das Bauvorhaben auf, welches erst sein Sohn wieder aufnahm und vollendete. Durch einen Zufall entdeckten von Demidow ausgesandte Bergleute 1725 in Sibirien die Gold-, Silber- und anderen Erzvorkommen des Gebietes um Kolywan (Gornaja Kolywan, Berg-Kolywan), deren Ausbeute den außerordentlichen Reichtum seiner Familie begründete.
Das Demidow-Imperium erreichte unter seinem Sohn Akinfi die höchste Blüte.